# Novoukraiinka, Kuibîșeve
Novoukraiinka (în ucraineană Новоукраїнка) este localitatea de reședință a comunei Novoukraiinka din raionul Kuibîșeve, regiunea Zaporijjea, Ucraina.

## Demografie
Componența lingvistică a localității Novoukraiinka
     Ucraineană (92,22%)
     Rusă (6,67%)
     Alte limbi (0,09%)
Conform recensământului din 2001, majoritatea populației localității Novoukraiinka era vorbitoare de ucraineană (92,22%), existând în minoritate și vorbitori de rusă (6,67%).